# Windigo – Die Nacht des Grauens
Windigo – Die Nacht des Grauens (Ghostkeeper) ist ein Horrorfilm des kanadischen Regisseurs Jim Makichuk aus dem Jahr 1981.

## Handlung
Drei junge Menschen – Marty, seine Freundin Jenny und Kelly – sind in den Appalachen mit dem Schneemobil unterwegs. Um sich aufzuwärmen, besuchen sie einen auf dem Weg liegenden Laden. Der Verkäufer lädt sie zum Kaffee ein, wirkt aber nicht sehr gesprächig und scheint stets wachsam zu sein. Er warnt sie davor, die Berge zu unterschätzen, da diese gefährlich sein können und man sich leicht in ihnen verläuft. Er warnt sie außerdem vor einer Bestie, die im Wald hausen soll. Die drei nehmen seine Warnungen nicht ernst und treffen nach einer kurzen Fahrt auf ein Waldstück, das einem Schild zufolge in Privatbesitz ist und nicht betreten werden darf. Sie fahren den Weg trotzdem entlang und gelangen zu einem malerischen Motel. Kurz bevor sie dieses erreichen, stürzt Chrissy und sie müssen feststellen, dass sie zwar nicht verletzt ist, aber ihr Schneemobil nicht mehr fährt. Da sie nicht zurück zum Ferienhaus fahren können, gehen sie in das Hotel. Die gesamte Einrichtung ist edel und unberührt. Laut dem Gästebuch kam seit fünf Jahren kein Gast mehr dorthin, die Heizung läuft aber dennoch.
Als einzige Besucher verbringen sie die Nacht dort. Jenny hört in einem offen stehenden Zimmer, dass jemand ihren Namen ruft. Kelly und Marty feiern mit Rotwein und erzählen sich dabei ihre Geheimnisse, die Stimmung ist gut. Jenny dagegen bekommt es mit der Angst zu tun. Als Marty in den Keller geht, um neuen Wein zu holen, trifft er dort eine alte Frau, die sich anscheinend (zumindest sagt sie das) um das Hotel kümmert, seitdem es bankrottging. Die Dame scheint nett zu sein und versorgt sie mit Nahrung und Zimmern. Fortlaufend sagt sie zu Jenny, dass sie innerlich stark ist und dass dies gut ist, da sie es bald sein muss. Die Verwirrung wird immer größer. Unheimlich wird es, als Chrissy aus dem Bad verschwindet und nicht gefunden werden kann. Die Anderen sind ratlos, der Zuschauer weiß aber, dass sie von einem unbekannten Mann ohnmächtig gewürgt und verschleppt wurde – später scheint es, als ob er sie schlachtete. Jenny fürchtet, wie ihre Mutter verrückt zu werden. Chrissys Schneemobil verschwindet plötzlich und das andere wurde zerstört. Die beiden sitzen im Motel fest.
Im Keller entdeckt Jenny den Windigo (auch Wendigo), der von der alten Frau und dem Sohn mit Menschenfleisch versorgt wird. Die beiden sollen, wie Chrissy, auch ein Opfer werden. Jenny wird von „dem Sohn“ mit einer Kettensäge verfolgt und läuft auf das Dach. Marty versucht derweilen das Schneemobil zu reparieren, was jedoch unmöglich ist. Aus Versehen stürzt Jenny ihren Verfolger vom Dach und dieser landet auf dem unten liegenden spitzen Metallzaun – er stirbt sofort. Marty verliert den Verstand und beschuldigt Jenny des Mordes. Sie sagt ihm, dass sie im Motel ein Gewehr gefunden hat, was sie benutzen können, doch er geht ohne sie in den Wald und erfriert dort. Jenny holt sich das Gewehr und trifft auf die alte Frau. Diese gibt vor, ihre Mutter zu sein, doch Jenny will ihr nicht glauben und erschießt sie.
Nach dem Mord folgt Jenny Marty in den Wald und findet ihn dort tot vor. Sie sagt ihm, dass sie ihn bald holen wird und geht zurück zum Hotel in den Keller. Dort findet sie den verschreckten Windigo und erzählt ihm, dass sie sich nun um ihn kümmern wird. Sie geht in das Lieblingszimmer der alten Frau (ihrer Mutter) und setzt sich in ihren Sessel. Die Stimme der Mutter sagt ihr, dass sie sich nicht sorgen muss, dass sie ihr helfen wird – alles wird gut. An dieser Stelle endet der Film, die Credits werden eingespielt. Was Jenny nun wirklich tun wird bleibt unklar, aber es hat den Anschein, dass in die Fußstapfen der Mutter treten will und den Windigo von nun an versorgen wird.

## Kritiken
Cinema bezeichnete den Film als „billigen Schrecken, der fix verwehen“ würde.
Der Filmdienst nennt das Werk einen „fadenscheinigen Gruselfilm nach bekannten Vorbildern“.
Kino.de schrieb, der Film kupfere „mitunter schamlos bei Stanley Kubricks The Shining“ ab. „Freunde malerischer Schneelandschaften“ würden „jedoch auf jeden Fall auf ihre Kosten“ kommen.

## Hintergrund
- Gedreht wurde vom 1. bis zum 23. Dezember 1980 in Lake Louise, im Banff-Nationalpark, in Kanada. Das Budget betrug etwa 750.000 CAD.
- Der Wendigo oder auch Windigo, Windago, Windiga, Witiko, Wihtikow (Wendigo ist geläufiger) existiert nach der indianischen Mythologie wirklich. Er ist ein Wesen, das von Menschen Besitz ergreift und sie so dazu bringt, Menschenfleisch zu essen.